# Barne tingslag
Barne tingslag var ett tingslag i Skaraborgs län.
Tingslaget bildades 1680 och omfattade  Barne härad. Tingslaget uppgick 1 januari 1897 i Åse, Viste, Barne och Laske domsagas tingslag.
Tingslaget ingick i Åse, Viste, Barne och Laske domsaga, bildad 1864. Tingsplats var Naum till 1889 då det flyttades till Vara.